# 國村隼
國村隼（日语：／ Kunimura Jun，1955年11月16日—）是一名日本演員，長期活躍於電影界與電視圈中，並參與多部經典戲劇的演出。他演技純熟刻骨，所演出的作品跨足日本藝能界以外，至今累積數百部的影視作品。

## 生平
國村隼出生於熊本縣八代市。在他未滿1歲時全家搬到兵庫縣尼崎市，在小學二年級時又移居到大阪。愛好和特長是山溪釣魚、飛蠅釣、射箭、足球、摩托車和汽車，喜歡用麵粉作為食物。從小就嚮往汽車，特別喜歡引擎，立志成為一名工程師，因此就讀於大大阪府立工業高等専門學校，但後來輟學並進入了戲劇的世界，成了大阪廣播公司附屬研究所第9代成員，在1976年簽約成為藝人。在1978年在HNK晨間劇《鮎之魚》首度出演重要角色後，逐漸被日本大眾知曉。
1981年，國村隼在井筒和幸導演作品《少年帝國》中飾演一角，以個性硬派形象而出名。此後，之後他開始接演了多部電影和電視劇。。 1989年以黑幫身份出演《黑雨》，受到導演雷利·史考特和松田優作的影響，在出演《黑雨》後，他也在幾部香港電影中擔任一角。
1997年，國村隼在第50屆坎城國際電影展上獲得金攝影機獎作品《萌之朱雀》中飾演主角田原幸三一角，受到好評。1999年主演的愛情恐怖片《切膚之愛》，2001年在《殺手阿一》中擔任主角。2003年，國村隼接演昆汀·塔倫提諾的電影《追殺比爾》，2016年，國村隼演出的電影《哭聲》獲得韓國電影青龍獎。

## 出演

### 電視劇
- 《婦產科的女醫生》（2009年）
- 《愛麗絲的復仇》（2014年）
- 《一兆＄遊戲》（2023年）
- 《海中沉睡的鑽石》（2024年）
- 《秘密〜THE TOP SECRET〜》（2025年）
- 《孤獨死又怎樣》（2025年）

### 電影
- 《少年帝國》（1981年）
- 《黑雨》（1989年）
- 《何日君再來》（1991年）
- 《辣手神探》（1992年）
- 《BOXER JOE》（1995年）
- 《萌之朱雀》（1997年）
- 《WiLd LIFe》（1997年）
- 《乞愛者》（1998年）
- 《秘密》（1999年）
- 《再婚驚魂記》（2000年）
- 《顔》（2000年）
- 《殺手阿一》（2001年）
- 《富江》（2002年）
- 《追殺比爾》（2003年）
- 《魔界轉生》（2003年）
- 《月之砂漠》（2003年）
- 《海猿》（2004年）
- 《血與骨》（2004年）
- 《69 sixty nine》（2004年）
- 《花之武者》（2006年）
- 《日本沉沒》（2006年）
- 《異旅情絲》（2007年）
- 《神之謎》（2008年）
- 《幸福的魔法繪本》（2008年）
- 《極惡非道》（2010年）
- 《横道世之介》（2013年）
- 《少年H》（2013年
- 《誰調換了我的父親》（2013年）
- 《地獄為何惡劣》（2013年）
- 《渴望。》（2014年）
- 《寄生獸》（2014年）
- 《進擊之巨人》（2015年）
- 《正宗哥吉拉》（2016年）
- 《哭聲》（2016年）
- 《名叫海盜的男人》（2016年）
- 《花牌情緣 上之句》（2016年）
- 《花牌情緣 下之句》（2016年）
- 《追捕》（2017年）
- 《鋼之鍊金術師》（2017年）
- 《花牌情緣 結》（2018年）
- 《決戰中途島》（2019年）
- 《惡水真相》（2020年）
- 《樹海村》（2021年）
- 《絕命凱特》（2021年）
- 《陰陽師0》（2024年）

### 動畫電影
- 風起（2013年） - 飾演 服部
- 煙囪小鎮的普佩（2020年） - 飾演 達恩
- 你想活出怎樣的人生（2023年） - 飾演 鸚鵡王[13]

## 外部連結
- 國村隼（日本演藝人員名鑑）
- ほぼ日刊イトイ新聞 俳優の言葉。國村隼さん篇 （页面存档备份，存于）